# کفتاردندان‌سانان
کفتاردندان‌سانان (به لاتین: Hyaenodonta) (به معنی "دندان کفتار ") یک راستهٔ منقرض‌شده از پستانداران جفت‌دار بیش‌گوشت‌خوار از کلاد همه‌گوشت‌خواران از میرراستهٔ ناران‌زیان است. کفتاردندان‌سانان شکارچیان مهم پستانداران بودند که در اوایل پالئوسن در اروپا پدید آمدند و تا پایان میوسن بر جای ماندند.

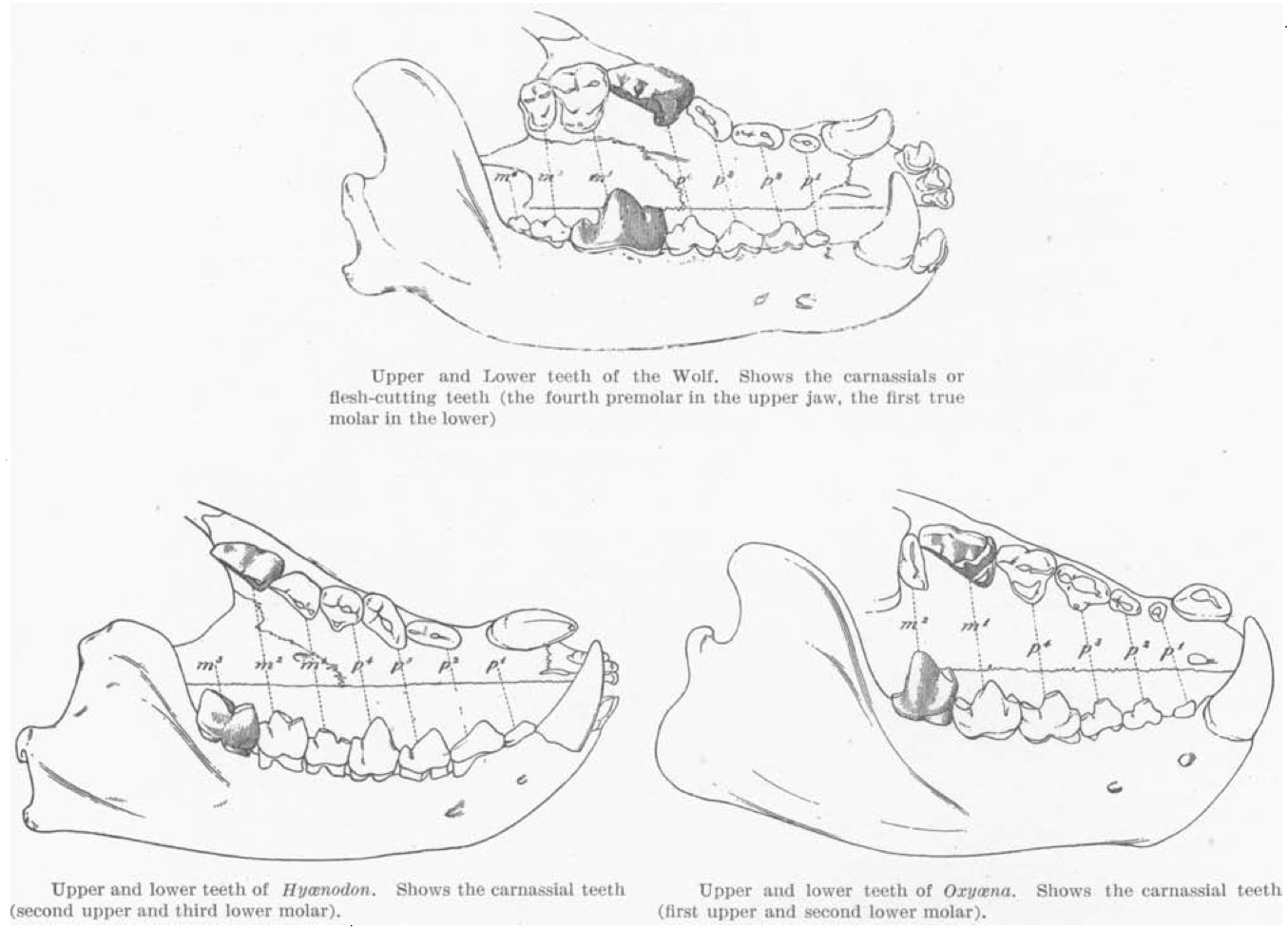
مقایسه دندان‌های گوشت‌بری گرگ و کفتارها و تیزکفتاران نمادین